# Stand Up Feminista MX
Stand Up Feminista MX es un proyecto fundado por Itzel Arcos en 2017. Este consta de talleres para la formación de mujeres en el stand up desde una persepectiva feminista. Desde el inicio del proyecto ha presentado los shows "Una como sea ¿pero el feminismo?" y  "Las malas madres. Show de stand up anticonceptivo".

## Temas
Los temas sobre los cuales se centran las rutinas giran en torno a problemáticas de las mujeres con una visión feminista con el objetivo de cambiar la narrativa sobre la cual se sostiene el humor tradicional. Puesto que “las historias de las mujeres en la escritura y la escena son herramientas poderosas de liberación, empoderamiento, creación y testimonio”.

## Metodología
La metodología de los talleres, se enfoca en que “las participantes produzcan una rutina cómica que tenga como eje el feminismo en dos ejes: forma y fondo. Dentro de la forma se considera: tomar una postura alrededor de un tema que como mujeres contemporáneas les parezca importante. En el fondo: deconstruir los clichés que los imaginarios personales y culturales atraviesan las percepciones en el formato literario y escénico que estructura el stand up como género teatral.” Como resultado de dichos talleres, se llevan a cabo presentaciones en vivo de stand up feminista para que las alumnas socialicen las rutinas creadas en su proceso de formación.
La finalidad de los talleres de Stand Up Feminista MX  “es guiar a las estudiantes para que desarrollen una rutina sobre algún tema sobre el que quieran presentar su postura como mujeres, este se trabajará desde el punto de vista escénico y literario para combinarlos con las herramientas discursivas de los distintos feminismos”.